# Анхель Франко Мартінес
Анхель Франко Мартінес (ісп. Ángel Franco Martínez, 31 жовтня 1938, Мурсія — пом.
3 лютого 2024) — іспанський футбольний арбітр, який судив матчі з 1969 по 1986 рік. Найвідоміший своєю роботою на чемпіонаті світу 1978 року. Наразі він обіймає посаду віце-президента Технічного комітету суддів.

## Біографія
За кар'єру відсудив 182 матчі у вищому дивізіоні Іспанії. Провів 32 єврокубкові матчі, в тому числі: Кубок європейських чемпіонів УЄФА — 8 матчів, Кубок володарів кубків УЄФА — 7 матчів, Кубок УЄФА — 17 матчів. Також працював на таких турнірах:
- Молодіжний чемпіонат світу 1977 (3 гри)
- Фінал Кубка Іспанії 1977/78, 1979/80, 1983/84
- Чемпіонат світу 1978 (2 ігри)

### Подвійне прізвище
Анхель Франко піднявся до Прімери в кінці 1960-х років, коли більшість іспанських арбітрів все ще були відомими за своїм прізвищем, а іноді і по імені. Поява молодого арбітра, який через недосвідченість часто помилявся, призвела до заголовків на кшталт «Франко вбиває „Валенсію“» або «В усьому винен Франко», які тодішньому іспанському диктатору Франсіско Франко, відомому футбольному уболівальнику і однофамільцю арбітра, не сподобались. Коментарі такого типу сприяли критиці диктатора деякий час (або принаймні так це можна було зрозуміти), що викликало очікувану реакцію каудільйо. Франко не сподобалися ці заголовки, оскільки вони також могли означати, що це зробив сам диктатор. Крім того, це були пізні роки диктатури, і люди хотіли змін. Ці заголовки могли бути в прихованій формі формою висловлення думки людей у той час, коли це було заборонено. В підсумку Франко закликав арбітражні органи та ЗМІ зазначати арбітрів за двома без винятку прізвищами. Тому і донині іспанські арбітри відомі завжди саме за двома прізвищами, батьківському та материнському, на відміну від решти громадян країни, які здебільшого використовують лише перше прізвище.

## Кар'єра
| Категорія        | країна  | Рік       |
| ---------------- | ------- | --------- |
| Сегунда Дивізіон | Іспанія | 1966–1969 |
| Ла-Ліга          | Іспанія | 1969–1986 |